# Verkiezingen voor het Europees Parlement 1984/Kandidatenlijst/Centrumpartij
Hieronder volgt de kandidatenlijst voor de Europese Parlementsverkiezingen 1984 van de Centrumpartij.

## De lijst
1. Alfred Vierling
2. M.T. Giesen
3. Pim Lier
4. D.H.M. Segers
5. Wim Bruyn
6. D.C. Aken
7. M.L.P.J. Segers geb. Majoie
8. H.H.A. van der Heijden
9. W.M.A. Klessens geb. Den Teuling
10. J.C. Wapenaar
11. M. den Dulk
12. A. Alblas
13. F. Schoenmakers
14. C.W. Zwalve
15. H. Krol
16. J. Camphuis
17. H.J.M. Pasmans
18. W. Sparreboom
19. J.G. Damhuis
20. G.R. Tiller
21. P.C. van Es
22. A. Konst
23. J.J. Pronk
24. H.W. de Wijer
25. H. Spaans
26. Hans Janmaat